# Смит, Гризли
Аурелиан «Гризли» Смит (англ. Aurelian «Grizzly» Smith, 6 августа 1932, Уайтсборо, Нью-Йорк — 12 июня 2010, Амарилло, Техас) — американский рестлер. Являлся отцом рестлеров таких как Джейк «Змей» Робертс, Рокин Робин и Сэма Хьюстона.
В 1958 году Смит начал заниматься реслингом. После ухода на пенсию в конце 1970-х годов занимал различные закулисные должности в промоушенах, включая такие как Mid-South Wrestling, World Wrestling Federation и World Championship Wrestling.
Смит являлся объектом обвинений в жестоком обращении со стороны нескольких людей, в том числе нескольких его детей.

## Карьера в рестлинге
Свою карьеру в профессиональном реслинге Смит начал в Техасе, но также он работал неполный рабочий день на нефтяном месторождении. Выступая в Джорджии, Смит бросил вызов Фредди Блэсси за титул мирового чемпиона NWA Georgia в тяжелом весе, но не смог завоевать титульный пояс. Во время своей карьеры рестлера в Техасе Смит познакомился с Люком Брауном, за которым он последовал в Оклахому. Вскоре Смит, начал выходить на ринге под именами как Джейк Смит и Тайни Андерсон , но затем стал выступать как Гризли Смит, хотя он продолжал выступал как Тайни Смит. Позже Смит и Браун сформировали известную команду как «Кентуккийцы» (англ. The Kentuckians), использовав гиммик пары деревенщин. В 1962 году вместе они выиграли командные чемпионства NWA Southern Tag Team по версии штата Джорджия и удерживали его до тех пор, пока 23 ноября того же года не проиграли их Ленни Монтане и Джипси Джо.
В 1964 году кентуккийцы сделали короткую остановку на северо-востоке в WWWF. Там они враждовали с Гориллой Муссоном и Клондайком Биллом и братьями Грэхем. Команда так и не выиграла чемпионские титулы и вернулась на юг. Самыми наибольшими соперниками всей карьеры кентуккийцев были Ассасины (англ. The Assassins), с которыми они враждовали в матчах по всей территории Соединенных Штатов. Во многих из этих матчей к «Ассасинам» присоединялся «Миссури Маулер», а «Кентукки» объединялись с Хейстэксом Калхауном. Самая крупная победа кентуккийцев над Ассасинами была одержана во время выступлений во World Wrestling Association в Лос-Анджелесе 8 августа 1965 года, где они победили своих соперников и выиграли командные чемпионства WWA World Tag Team Championship. В течение нескольких месяцев, они удерживали пояса до января следующего года, затем передав их Горилле Муссону и Люку Грэму. Позже, в 1966 году, Смит и Браун выиграли командное чемпионство Среднего Запада Американской ассоциации рестлинга.
В январе 1967 года кентуккийцы приняли участие в Международном рестлинг турнире Японии. Они дважды вызывали Антонио Иноки и Хиро Мацуду за мировое командное чемпионство NWA, но оба раза проиграли по дисквалификации, хотя Иноки смог удержать Смита во втором удержание во втором матче. (Позже Мацуда порекомендовал дочери Смита Рокин Робин работать в All Japan Women’s Pro Wrestling в 1990-х годах).
Вражда Смита с Ассасинами привела его в Западную Канаду, где он объединился с Доном Лео Джонатаном, чтобы победить Ассасинов в матче за ванкуверскую версию командных титулов NWA Canadian Tag Team Championship. В то время Смит, выступал под именем Скай Хай Джонс, и Джонатан удерживали титулы с 25 марта 1968 года до следующего месяца, когда Ассасины вернули себе командные чемпионства в матче-реванше.
Вернувшись в Техас, Смит был вовлечен в соперничество со Спойлером. Оба враждовали за чемпионство NWA Техаса в тяжелом весе, который Смит выиграл у Спойлера в июне 1968 года. На следующем месяце Смит объединившись с Фрицем Фон Эрихом завоевал ещё один титул, победив Спойлера, и Гэри Хартом, выиграв командное чемпионство NWA American Tag Team Championship. Однако Смит и Спойлер продолжали враждовать, и Спойлер вернул себе титул Чемпиона в тяжелом весе в августе и Командный чемпионство в сентябре.
В апрельском матче 1971 года кентуккийцы воссоединились на территории трех штатов NWA, в котором Билл Уоттс и Билли Ред Лайонс должны были сразиться с Уолдо Фон Эрихом и Карлом Фон Браунером за командное чемпионство NWA среди трех штатов, но в итоге их место заняли Смит и Браун. Они победили в матче и завоевали титульные пояса, но позже в том же месяце были лишены титулов. Смит и Браун продолжали бороться за пояса и вернули их позже в том же месяце, удерживая их до проигрыша «Спойлерам» позже в том же году.
После ухода с выступлений с ринга Смит вместе с Джеком Кертисом продвигал шоу по рестлингу в Луизиане. Затем он работал на Билла Уоттса на территории Среднего Юга, пока его не уволили из-за разногласий по поводу заработной платы. Оттуда он отправился в Миссисипи, чтобы работать с промоутером Джорджем Калкином. В 1990-х годах Смит работал дорожным агентом на World Championship Wrestling.

## Личная жизнь
Смит родился в Хьюстоне, штат Техас, и рос с братом, который умер в возрасте девяти лет, и двумя сестрами. От первого брака у него было трое детей: два сына, Аврелиан-младший и Ричард, и дочь Джо Линн (которая была похищена в 1979 году). Позже у него родилось ещё двое детей, Майкл и Робин, от его второй жены Марши. Трое из его детей впоследствии стали профессиональными рестлерами: Аурелиан-младший в роли Джейка «Змея» Робертса, Майкл в роли Сэма Хьюстона и Робин в роли Рокина Робина. 22 июня 1992 года Смит ненадолго женился снова, на этот раз на женщине по имени Мишель Д. Хайд, который был на 24 года моложе его. Этот брак был заключен 17 марта 1996 года.
Позже Смит ушел из рестлинга и переехал в Луизиану, где жил в доме со своим сыном Майклом (Сэм Хьюстон) в Метэйри. Смит и Хьюстон устроились на работу по техническому обслуживанию кладбища недалеко от Французского квартала Нового Орлеана. Пара потеряла большую часть своего имущества в результате ущерба, причиненного ураганом «Катрина» в 2005 году. Им удалось спасти кое-какую обувь и консервы, но наводнение уничтожило и остальные их вещи.
Здоровье Смита ухудшалось в течение нескольких лет, и у него развилась стафилококковая инфекция после того, как он поцарапал ногу за день до того, как разразился шторм. Он не смог обратиться за медицинской помощью и в результате чуть не потерял ногу. 12 июня 2010 года Смит умер от болезни Альцгеймера в Амарилло, штат Техас.

### Обвинения в жестоком обращении
У Смита были напряженные отношения со своим сыном Аурелианом-младшим (Джейк Робертс), что, по словам Робертса, частично было результатом того, что его отец не информировал своих детей о сценариях профессионального рестлинга. В интервью Джейку Jake «The Snake» Roberts: Pick Your Poison, видео, выпущенное World Wrestling Entertainment, где Робертс заявил, что его отец убеждал семью, что его травмы на ринге были реальными, и носил дома шейный бандаж, чтобы продвигать сюжетную линию. На том же видео Робертс также заявил, что он был зачат, когда его отец, который встречался с бабушкой Робертса, смог изнасиловать её 13-летнюю дочь (об этом также говорилось в документальном фильме Beyond the Mat, в котором также фигурировал Робертс).Также он сказал, что Гризли заставил её выйти за него замуж против её воли, поскольку возможная беременность 13-летней женщины, с которой вы встречаетесь, может привлечь нежелательное внимание. Также они оба утверждают, что полученная в результате эмоциональная травма является причиной злоупотребления психоактивными веществами Робертса и проблем с психическим здоровьем его сестры.
В документальном фильме на DVD «Old School with Rockin' Robin» Робин подробно рассказывала о том, как её отец подвергал её сексуальному насилию, начиная с 6 или 7 лет.
Эти обвинения были предметом передачи 3-го эпизода сезона сериала «Обратная сторона ринга» под названием «В тени Гризли Смита». В котором были опрошены его дети Джейк, Робин, Майкл и Ричард.

## Титулы и достижения
- American Wrestling Association
  - AWA Midwest Tag Team Championship (1 раз) — с Люком Брауном[9]
- Big Time Wrestling
  - NWA American Tag Team Championship (1 раз) — с Фритцем фон Эрихом[12][26]
  - NWA Texas Heavyweight Championship (1 раз)[27][28][11]
- Mid-South Sports
  - NWA Southern Tag Team Championship (Версия Джорджии) (1 раз) — с Люком Брауном[6]
- NWA All-Star Wrestling
  - NWA Canadian Tag Team Championship (Версия Ванкувера) (1 раз) — с Дон Лео Джонатан[10]
- NWA Tri-State
  - NWA United States Tag Team Championship (версия трех штатов) (2 раза) — с Люком Брауном[13]
- Worldwide Wrestling Associates
  - WWA World Tag Team Championship (2 раза) — с Люком Брауном[8][29]